# كارافاجيو

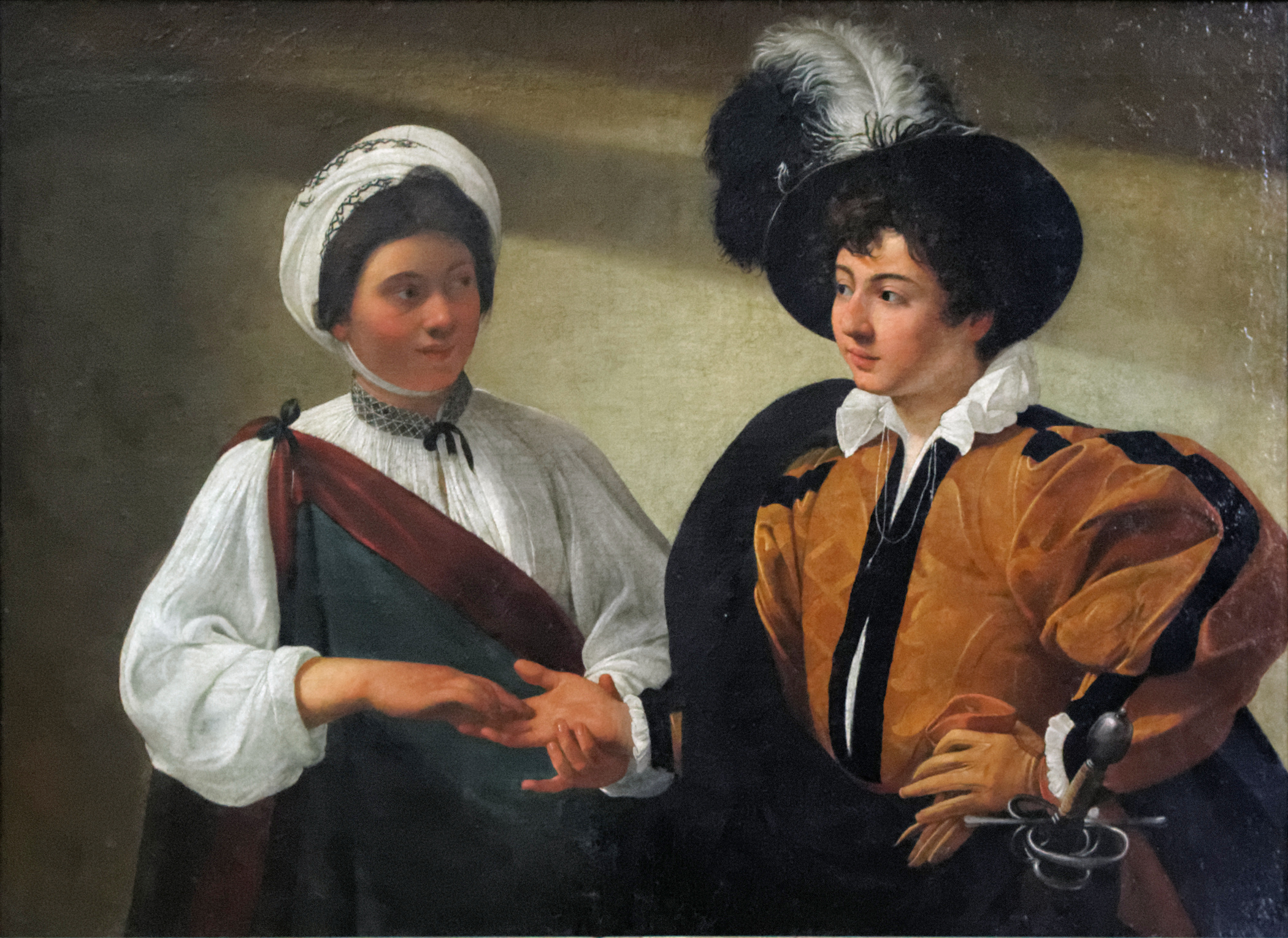
قارئة البخت، 1594-1595، متحف اللوفر، باريس

ميكيلانجلو ميريزي (بالإنجليزية: Michelangelo Merisi) والملقب كارافاجيو (بالإنجليزية: Caravaggio)، نسبة إلى مدينة مسقط رأسه، عاش (1571 - 1610 م).

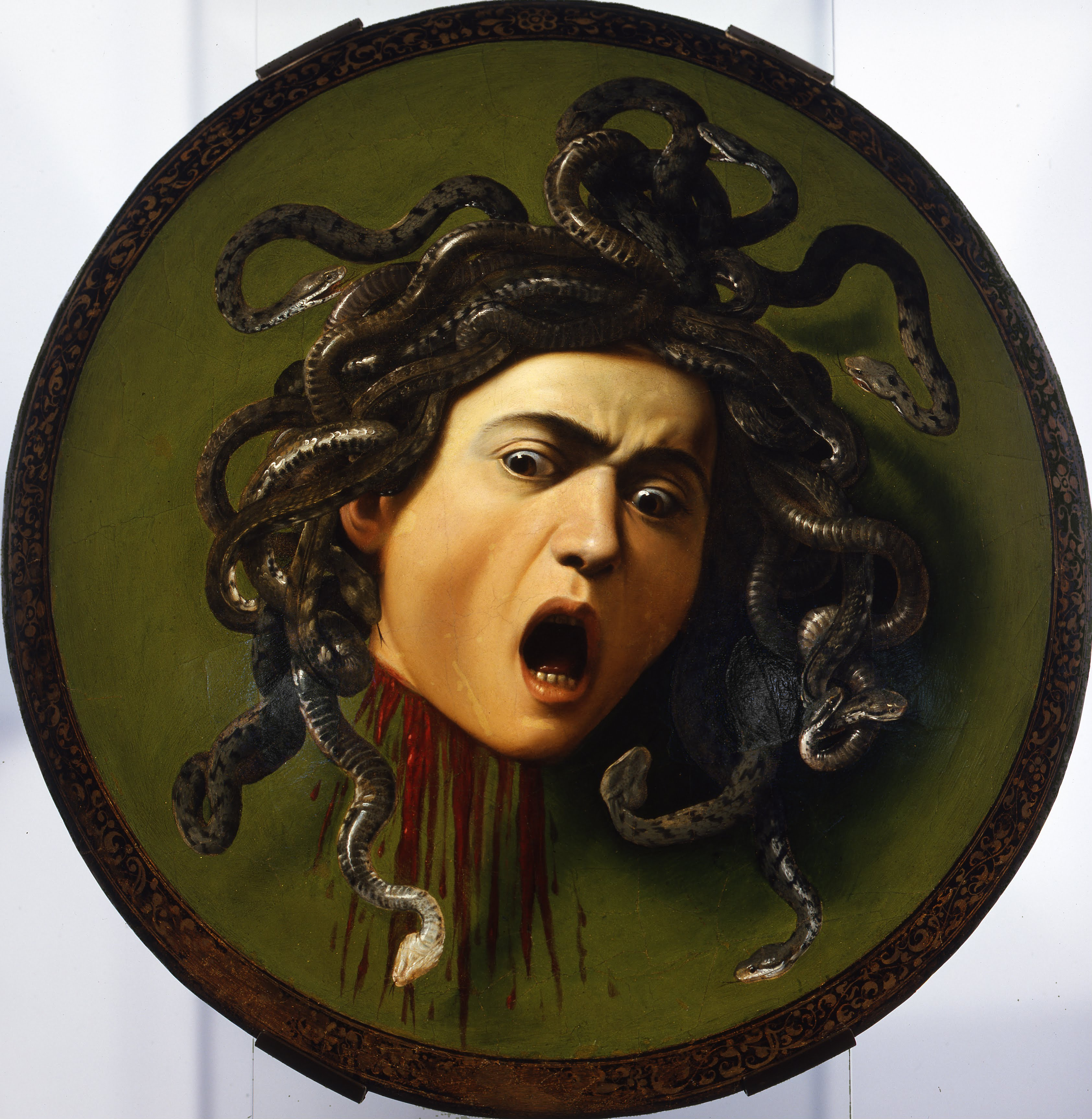
رأس ميدوسا بريشة كارافاجيو 1597 - تصور الوحش ميدوسا. الآن موجود في متحف أوفيزي في فلورنسا.

هو رسًّام إيطالي، قام بإضفاء جوٍ درامي على مشاهد لوحاته الواقعية، من خلال لجوءه إلى استغلال تفاوت الضوء والظلال (ثلاثة مشاهد من حياة القديس متى 1600 م، قيامة لعازر 1608 وغيرها). كان له تأثير كبير على الفنانين الذين جاؤوا بعده، وأطلق اسمه على تيار فني شمل كامل أوروبا.
من لوحات الفنان المشهورة هي «موت العذراء» وقد كانت أحد الأسباب التي جعلته فارا من حكم البابا عليه بالموت.
لديه انفصام بالشخصية، يفكر بطريقتين مختلفتين، يدمجها أثناء رسمه.نصفه ينفذ ما يأمره به الرهبان أثناء رسمه اللوحات ونصفه الآخر يرسم مظاهر من حياته الشخصية ويدمجهما بصورة غير ملحوظة حيث يستعمل الناس الموجودين في حياته كنموذج للرسم وهذا لن يسر الرهبان لأن رسوماته يجب أن تكون لها علاقة بالدين المسيحي ولا يجوز ان يرسم حبيبته أو صديقه في تلك الرسومات
أهم أعماله :
- « موت العذراء» (1571 – 1610)
- « سلة الفواكه» 1595.
- « الدفن» (1604)

## سيرته الذاتية

### بداياته في روما (1592/95- 1600)
بعد تدريبه الأولي على يد سيمون بيتيرزانو، غادر كارافاجيو ميلان متجهًا إلى روما عام 1592، بعد نزاعات وإصابة رجل شرطة. وصل الفنان الشاب إلى روما «عاريًا ومحتاجًا بشدة... دون عنوان ثابت ودون مؤونة... وبمبلغ مالي قليل جدًا». أقام أثناء هذه الفترة مع باندولفو بوتشي البخيل، المعروف باسم «المونسنيور سلطة». بعد عدة أشهر، كان يرسم لوحات فنية ذات طابع تجاري لفنان البابا كليمنت الثامن المفضل والناجح جدًا غيسيبي سيزاري، و«يرسم الأزهار والفواكه» في ورشته التي تشبه المصنع.

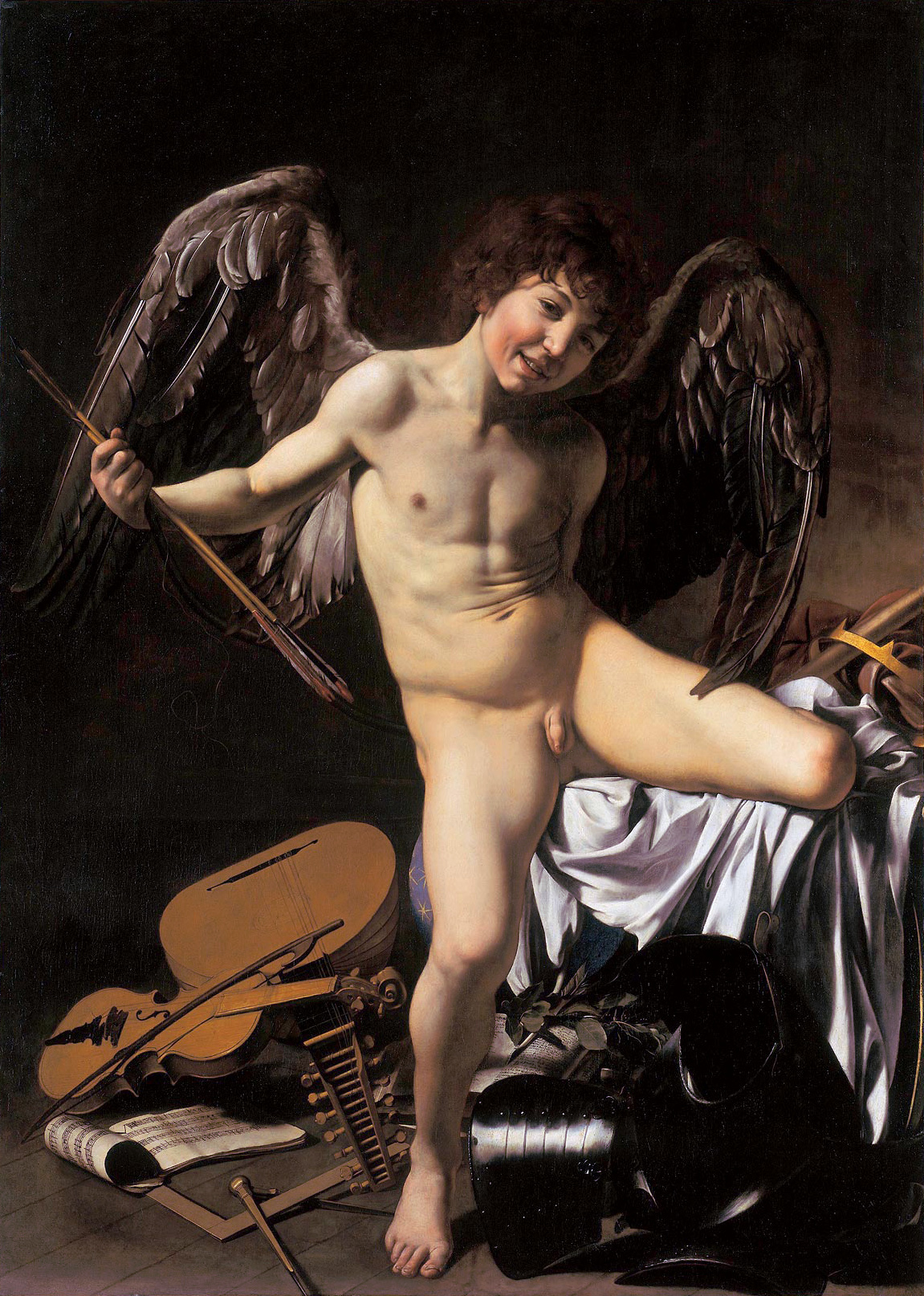
الحُبُّ المُنتَصِر لوحة زيتية بريشة كارافاجيو رسمها بين عامي 1601-1602. يصور العمل كيوبيد، أللوحة الآن ضمن مجموعة جيمالد جاليري، برلين.

كان هناك طلب كبير على اللوحات في روما لملء الكنائس والقصور الضخمة الجديدة التي كانت تُبنى في تلك الفترة. كانت الكنيسة في تلك الفترة تبحث عن بديل إنشائي للنهجية في الفن الديني الذي كان موكَلًا إلى الإصلاح المضاد الكاثوليكي. كان ابتكار كارافاجيو عبارة عن واقعية جذرية تجمع بين الملاحظة المادية المباشرة والاستخدام الدرامي والمسرحي للجلاء والقتمة الذي يُعرف باسم القتامية (الانتقال من الضوء إلى الظلمة بقيمة وسطية قليلة).
من بين الأعمال المعروفة في تلك الفترة لوحة الفتى الذي يقشر الفواكه (بالإنجليزية: Boy Peeling a Fruit) (لوحته المعروفة الأولى)، ولوحة فتى يحمل سلة فواكه (بالإنجليزية: Boy with a Basket of Fruit)، ولوحة باخوس الشاب المريض (بالإنجليزية: Young Sick Bacchus)، التي يُفترض أنها لوحة له رسمها أثناء فترة تعافيه من مرض خطير أدى إلى انتهاء عمله مع سيزاري. توضح اللوحات الثلاث الخصوصية المادية التي أصبح كارافاجيو معروفًا بها: حلل أستاذ في علم البستنة لوحة الفتى الذي يحمل سلة الفواكه، وتمكن من التعرّف على صنف نباتي وتوصّل إلى أن «...ورقة شجرة تين تحمل آفة فطرية حارقة بارزة تشبه سرطان الأشجار».
ترك كارافاجيو سيزاري عازمًا على شق طريقه الفني الخاص بعد نزاع حاد. شكّل صداقات مهمة جدًا في تلك الفترة، مع الرسام بروسبيرو أورسي، والمعماري أونوريو لونغي، ومع الفنان الصقلي ماريو مينيتي الذي كان يبلغ من العمر ستين عامًا. قدّمه أورسي، الضليع في المهنة، إلى جامعي اللوحات المؤثرين، بينما عرّفه لونغي، بحقد أكثر، على عالم قتال الشوارع الروماني. عمل مينيتي كعارض لدى كارافاجيو، وبعد عدة سنوات، كان له دور فعال في مساعدته في الحصول على مهمات مهمة في صقلية. كانت أول إشارة توثيقية إلى كارافاجيو في وثيقة معاصرة من روما هي وضع اسمه، إلى جانب اسم بروسبيرو أورسي كشريك له، «كمساعد» في موكب في شهر أوكتوبر من عام 1594 إكرامًا للقديس لوقا. تُمثل نسخة طبق الأصل من تقرير محكمة بتاريخ 11 يوليو عام 1597، عندما شهد كارافاجيو وبروسبيرو أوسي في جريمة قرب كنيسة سان لويجي دي فرانسيث، أول تقرير غني بالمعلومات عن حياته في المدينة.
يشير بلاغ نُشر في مرحلة مبكرة عن كارافاجيو، ويعود تاريخة لعام 1604 ويصف حياته قبل ثلاث سنوات من هذا التاريخ، إلى أنه «بعد أسبوعين من العمل المتواصل، كان يمشي مختالًا مدة شهر أو اثنين حاملًا سيفه على وسطه، ويتبعه خادم له، متنقلًا من ملعب إلى آخر، ومستعد دائمًا للخوض في قتال أو جدال، لذلك كان من الغريب تمامًا الاتفاق معه». عام 1606، صرع شابًا في قتال شوارع، من المرجح أنه فعل ذلك غير عامد، وهرب من روما بعد أن حُكم عليه بالموت.
تعرض لوحة قارئ الحظ، وهي أول لوحة يرسمها وتحتوي على أكثر من شخص واحد، فتاة غجرية تقرأ حظ أحد الشبان، ويُرجّح أن هذا الشاب هو مينيتي، الذي ينزع خاتمه سرّا بينما تضرب العرّافة يده. كان ذلك الموضوع جديدًا نسبيًا بالنسبة إلى روما، وثبت تأثيره بشكل كبير على القرن التالي وما بعده. على أي حال، حدث ذلك لاحقًا، فقد باع كارافاجيو اللوحة مقابل مبلغ زهيد في تلك الفترة. تُعتبر لوحة الغش بورق اللعب (بالإنجليزية: The Cardsharp)- التي تعرض شابًا ساذجًا يقع ضحية الغش في ورق اللعب- أكثر تعقيدًا، ومن المرجَّح أنها أول عمل عظيم لكارافاجيو. وعلى غرار لوحة قارئ الحظ، حظيت بشعبية واسعة، وبقيت منها أكثر من 50 نسخة. الأهم من ذلك أنها جذبت رعاية الكاردينال فرانسيسكو ماريا ديل مونتي، وهو واحد من الخبراء القادة في روما. أنجز كارافاجيو عددًا من القطع الفنية الحميمية لديل مونتي ومعارفه الأثرياء من محبي الفن -منها لوحة الموسيقيون (بالإنجليزية: The Musicians)، وعازف العود (بالإنجليزية: The Lute Player)، وباخوس الثمل (بالإنجليزية: Bacchus)، ولوحة الفتى الذي تعضه سحلية (بالإنجليزية: Boy Bitten by a Lizard) التي كانت لوحة رمزية لكن واقعية في الوقت نفسه- يصوّر فيها مينيتي وعارضين مراهقين آخرين.
تمحورت لوحات كارافاجيو الدينية الأولى حول الواقعية وظهور ملحوظ للروحانية. كانت لوحة مريم المجدلية التائبة (بالإنجليزية: Penitent Magdalene)، التي تصوّر اللحظة التي اعتزلت فيها مريم المجدلية حياة المومس وهي تجلس باكية على الأرض ومجوهراتها مبعثرة حولها، أول هذه اللوحات. «لم تبدو وكأنها لوحة دينية على الإطلاق... فتاة تجلس على مقعد خشبي منخفض تجفف شعرها... أين التوبة... والمعاناة... والوعد بالخلاص؟». كانت اللوحة مغموطة، بطريقة لومبارد، ولم تكن متكلفة بالطريقة الرومانية التي كانت سائدة تلك الفترة. وتبعتها لوحات أخرى رُسمت بالأسلوب نفسه، ومنها: لوحة القديسة كاثرين (بالإنجليزية: Saint Catherime)، ومارثا ومريم المجدلية (بالإنجليزية: Martha and Mary Magdalene)، وجوديث تقطع رأس هولوفيرن (بالإنجليزية: Judith beheading Holofernes)، وتضحية إسحاق (بالإنجليزية: Sacrifice of Issac)، والقديس فرانسيس الأسيزي منتشيًا (بالإنجليزية: Saint Francis of Assisi in Ecstasy)، ولوحة استراحة أثناء الرحلة إلى مصر (بالإنجليزية: Rest on the Flight into Egypt). زادت هذه الأعمال، التي عُرضت على مجموعة محدودة من الأشخاص، من شهرة كارافاجيو بين الخبراء والفنانين المعاصرين. لكن تعتمد السمعة الحقيقية على المهام العامة، ومن أجل الحصول عليها كان من الضروري التطلّع إلى لفت انتباه الكنيسة.

### جريمة نكراء (1606)
عاش كارافاجيو حياة صاخبة، وكان ذا سمعة سيئة بسبب مشاركته في قتال الشوارع، حتى في زمان ومكان اعتُبر فيه ذلك السلوك عاديًا، وملأت تقارير سجلات الشرطة وإجراءات المحاكمات صفحات عديدة. في 29 مارس من عام 1606، قتل شابًا يُدعى رانوتشيو توماسوني من مدينة تيرني (أومبريا) بغير قصد على الأرجح. بقيت ظروف القتال وموت رانوتشيو توماسوني غامضة. أشارت العديد من الرسائل الإخبارية إلى نزاع بسبب دين في القمار ولعبة كرة مضرب، ورسخت هذه التبريرات في مخيلة الشعب. لكن أوضحت مصادر مطلعة حديثة أن الأمر حصل بسبب أشياء عديدة أخرى.

## وفاته
كان كارافاجيو مصابًا بالحمى قبل وفاته، وما زال سبب وفاته موضع نقاش ودراسة تاريخيين. يفترض المؤرخون بشكل تقليدي أن سبب وفاته هو إصابته بمرض الزهري. قال البعض أنه كان مصابًا بالملاريا، أو من المحتمل أنه كان مصابًا بداء البروسيلات بسبب تناوله منتجات الألبان غير المبسترة. يناقش بعض العلماء فكرة أن كارافاجيو هُوجم وقُتل من قبل «الأعداء» نفسهم الذين كانوا يطاردونه منذ فراره من مالطا، من المحتمل أن يكونوا من المنتمين إلى جماعة وينغاكورت (بالإنجليزية: Wingacourt) أو فصائل الفرسان.

## هوامش
1. ↑  Encyclopædia Britannica (بالإنجليزية), QID:Q5375741
2. ↑  BeWeB، QID:Q77541206
3. ↑  أرشيف الفنون الجميلة، QID:Q10855166
4. ↑   https://www.rijksmuseum.nl/en/caravaggio-bernini. {{استشهاد ويب}}: |url= بحاجة لعنوان (مساعدة) والوسيط |title= غير موجود أو فارغ (من ويكي بيانات) (مساعدة)
5. ↑  "معلومات عن كارافاجيو على موقع libris.kb.se". libris.kb.se. مؤرشف من الأصل في 2019-04-18.
6. ↑  "معلومات عن كارافاجيو على موقع lordbyron.org". lordbyron.org. مؤرشف من الأصل في 2019-05-01.
7. ↑  "معلومات عن كارافاجيو على موقع catalogo.share-cat.unina.it". catalogo.share-cat.unina.it. مؤرشف من الأصل في 2019-12-12.
8. ↑  Giovanni Pietro Bellori, Le Vite de' pittori, scultori, et architetti moderni, 1672: "Michele was forced by necessity to enter the services of Cavalier Giuseppe d'Arpino, by whom he was employed to paint flowers and fruits so realistically that they began to attain the higher beauty that we love so much today."
9. ↑  Louise Brown، Beverly (2001). The Genius of Rome, 1592–1623. Royal Academy of Arts. ص. 21. ISBN:9780900946882.
10. ↑  Quoted without attribution in Robb, p.35, apparently based on the three primary sources, Mancini, Baglione and Bellori, all of whom depict Caravaggio's early Roman years as a period of extreme poverty (see references below).
11. ↑  "Caravaggio". Hort.purdue.edu. مؤرشف من الأصل في 2018-12-11. اطلع عليه بتاريخ 2012-11-18.
12. ↑  Hibbard، Howard (1983). Caravaggio. London: Thames and Hudson. ص. 85–86. ISBN:978-0500274910.
13. ↑  Catherine Puglisi, "Caravaggio", p. 79. Longhi was with Caravaggio on the night of the fatal brawl with Tomassoni; Robb, "M", p.341, believes that Minniti was as well.
14. ↑  H. Waga "Vita nota e ignota dei virtuosi al Pantheon" Rome 1992, Appendix I, pp. 219 and 220ff
15. ↑  "The earliest account of Caravaggio in Rome" Sandro Corradini and Maurizio Marini, The Burlington Magazine, pp. 25–28
16. ↑  Floris Claes van Dijk, a contemporary of Caravaggio in Rome in 1601, quoted in John Gash, "Caravaggio", p. 13. The quotation originates in كاريل فان ماندر's Het Schilder-Boek of 1604, translated in full in Howard Hibbard, "Caravaggio".
17. ↑  Robb, p. 79. Robb is drawing on Bellori, who praises Caravaggio's "true" colours but finds the naturalism offensive: "He (Caravaggio) was satisfied with [the] invention of nature without further exercising his brain."
18. ↑  Correspondent، Catherine Milner, Arts (1 يونيو 2002). "Red-blooded Caravaggio killed love rival in bungled castration attempt". مؤرشف من الأصل في 2019-05-09 – عبر www.telegraph.co.uk.{{استشهاد ويب}}:  صيانة الاستشهاد: أسماء متعددة: قائمة المؤلفين (link)
19. ↑  Tom Kington in Rome (16 يونيو 2010). "The mystery of Caravaggio's death solved at last – painting killed him". The Guardian. London. مؤرشف من الأصل في 2019-12-28. اطلع عليه بتاريخ 2012-11-18.
20. ↑  "BBC News – Church bones 'belong to Caravaggio', researchers say". Bbc.co.uk. 16 يونيو 2010. مؤرشف من الأصل في 2019-09-07. اطلع عليه بتاريخ 2012-11-18.
21. ↑  "BBC News – Vatican reveals Caravaggio painting 'found' in Rome". Bbc.co.uk. 19 يوليو 2010. مؤرشف من الأصل في 2019-09-07. اطلع عليه بتاريخ 2012-11-18.
22. ↑  Robb argues this in M beginning in chapter 20.
23. ↑  Laura Geggel (28 سبتمبر 2018). "Renaissance Master Caravaggio Didn't Die of Syphilis, but of Sepsis". Live Science. مؤرشف من الأصل في 2020-01-04. اطلع عليه بتاريخ 2018-09-30.

## وصلات خارجية
- كارافاجيو على موقع الموسوعة البريطانية (الإنجليزية)
- كارافاجيو على موقع ميوزك برينز (الإنجليزية)
- كارافاجيو على موقع إن إن دي بي (الإنجليزية)
- كارافاجيو على موقع ديسكوغز (الإنجليزية)
- معرض شامل في ألمانيا للفنّان الشهير كارافاجيو من دويتشه فيله العربية
- كارافاجيو «قارئة الأخبار الجميلة»
- Caravaggio, The Prince of the Night
- "Caravaggio CV" - life of the artist with illustrations
- FBI Art Theft Notice for Caravaggio's Nativity
- Interview with Peter Robb, author of M
- Compare Rembrandt with Caravaggio.
- Caravaggio and the Camera Obscura
- interview with Caravaggio biographer, Francine Prose
- Caravaggio's incisions by Ramon van de Werken
- Caravaggio's use of the Camera Obscura: Lapucci
- www.caravaggio-foundation.org 175 works by Caravaggio
- Caravaggio, Michelangelo Merisi da Caravaggio WebMuseum, Paris webpage
- Caravaggio's EyeGate Gallery نسخة محفوظة 20 فبراير 2014 على موقع واي باك مشين.
- smARThistory: Calling of Saint Matthew
- www.esposthumus.com